# Phyllis King
Phyllis Evelyn King, geborene Mudford (* 23. August 1905 in Wallington; † 27. Januar 2006 in Horley, Surrey), war eine britische Tennisspielerin.
Ihre Tenniskarriere begann sie als Jugendliche im Horley Lawn Tennis Club in Surrey, nahm jedoch erst mit 20 an Amateurturnieren teil.
Den größten Erfolg feierte sie 1931 in Wimbledon. Mit ihrer Partnerin Dorothy Shepherd-Barron besiegte sie das an vierter Position gesetzte Doppel Metaxa/Sigart in einem engen Match mit 3:6, 6:3 und 6:4. Der Erfolg kam überraschend, da die beiden nicht gesetzt waren. Honoriert wurde ihre Leistung mit einer Goldmedaille und einem Einkaufsgutschein im Wert von 10 Pfund. Allerdings sollte das Geld für einen würdigen Luxusgegenstand statt eines einfachen Haushaltsartikels ausgegeben werden. Mudford sparte diesen wie auch andere Gewinngutscheine und kaufte sich später etwas bei Harrods.
Mit Elsie Goldsack Pittman gelang ihr 1937 erneut der Finaleinzug, beide unterlagen jedoch 3:6 3:6 gegen Simonne Mathieu und Billie Yorke.
Im Einzel hatte sie dagegen weniger Grund zum Feiern: Bei insgesamt 16 Wimbledonteilnahmen erreichte sie lediglich im Jahre 1930 das Viertelfinale. Letztmals stand King 1953 auf dem grünen Rasen der All England Championships, kurz vor ihrem 48. Geburtstag. Bei den US Open kam sie jeweils 1931 und 1935 ins Halbfinale. Ihre höchste Einzelplatzierung in der Weltrangliste war Rang 7.
Für Großbritannien nahm sie 1930, 1931, 1932, 1935 und 1938 an den Wightman-Cup-Spielen gegen die USA teil. Dabei führte sie die britische Mannschaft 1938 als Teamkapitän zum Sieg.
Seit 1948 ist King Mitglied des All England Clubs. Ihr Ehemann Maurice starb 1959 an einem Emphysem, das Paar hatte keine Kinder. Noch bis in ihre 1980er spielte sie privat Tennis. Zuletzt wohnte sie als älteste lebende Wimbledonsiegerin in Horley (Surrey), wo sie im hohen Alter von 100 Jahren starb.
| Personendaten    | Personendaten                  |
| ---------------- | ------------------------------ |
| NAME             | King, Phyllis                  |
| ALTERNATIVNAMEN  | Mudford, Phyllis (Geburtsname) |
| KURZBESCHREIBUNG | britische Tennisspielerin      |
| GEBURTSDATUM     | 23. August 1905                |
| GEBURTSORT       | Wallington                     |
| STERBEDATUM      | 27. Januar 2006                |
| STERBEORT        | Horley, Surrey                 |